# Glaphyromorphus mjobergi
Glaphyromorphus mjobergi là một loài thằn lằn trong họ Scincidae. Loài này được Lönnberg & Andersson mô tả khoa học đầu tiên năm 1915.